# Xbox Network
Le Réseau Xbox (Xbox Network) — anciennement Xbox Live — est le service de jeu en ligne créé par Microsoft et qui est utilisé pour connecter sa console de jeu vidéo Xbox à Internet. Il est sorti fin 2002 aux États-Unis d'Amérique puis en mars 2003 en Europe. Il permet aux joueurs du monde entier de se connecter à Internet et donc de pouvoir s'affronter sur tous les jeux compatibles avec le Xbox Network. Le Xbox Network peut également être utilisé pour télécharger du contenu (gratuit ou payant) à rajouter aux jeux qui le permettent. Par exemple, ajouter des nouvelles voitures pour des jeux de courses automobiles. Le Xbox Network ajoute également un élément important au jeu en ligne, la possibilité de dialoguer avec les autres joueurs grâce à un micro-casque qui permet ainsi de parler stratégie avec ses équipiers ou de défier ses adversaires. Une déclinaison du Xbox Network, le XSN, permet quant à lui d'avoir un classement mondial sur une gamme de jeux de sport estampillés Microsoft.
On distingue deux versions du Xbox live : l'unité 1.0 étant celle de la première console de Microsoft, s'étendant d'octobre 2002 à mai 2010. Puis vient la version 2.0, apparue lors du lancement de la Xbox 360, depuis novembre 2005, et une version 3.0 depuis le 21 mai 2013 à la suite de l'apparition de la Xbox One.
Le service compte actuellement 90 millions d’abonnés.

## Historique
Quand Microsoft a développé la console Xbox, le jeu en ligne avait été conçu comme l'un des principaux piliers de la stratégie de la Xbox. Sega avait fait la tentative de capitaliser sur la scène du jeu en ligne lors du lancement de sa console de jeu vidéo Dreamcast en 1999 avec un support en ligne appelé SegaNet et Dreamarena. Néanmoins, en raison de l'absence du haut débit encore peu répandu à l'époque, la Dreamcast livrée avec seulement un modem dial-up, n'était ni soutenue ou largement disponible. Le contenu téléchargeable est disponible, quoique limitée en taille à cause de la connexion à bande étroite et les limitations de taille des cartes mémoires. Les fonctionnalités en ligne, bien qu'ayant été reçues et perçues comme innovantes au départ, ont largement été considérées comme un échec et la PlayStation 2, concurrente direct, n'a pas été initialement livré avec des fonctionnalités en ligne.
Microsoft espérait que la Xbox réussirait là où la Dreamcast avait échoué. La société a vite compris que le haut débit et un gros disque dur seraient essentiel pour la nouvelle plate-forme. Cela permettrait non seulement du contenu téléchargeable important mais aussi de normaliser la bande passante de fonctionnalités intensives telles que la communication vocale.
Au lancement de la Xbox le 15 novembre 2001, le service en ligne n'était destinée qu'à un déploiement vers l'été 2002 et n'avait toujours pas de nom qui lui était destiné. Cependant, c'est à l'E3 2002, lorsque le service a été dévoilé dans son intégralité, que le Xbox Live fut présenté. Microsoft avait annoncé que 50 titres Xbox live seraient disponibles d'ici la fin de l'année 2003. Avec le haut débit requis, Xbox Live a apporté une "Liste d'Amis" unifiée, une identité unique à travers tous les titres (indépendamment de l'éditeur), et ainsi qu'un chat vocal standard avec un casque d'écoute et de communication, une fonctionnalité qui n'était encore qu'à ses balbutiements.
Le 12 novembre 2009, Dennis Durkin, directeur des opérations de divertissement interactif, a annoncé que la sortie de Call of Duty: Modern Warfare 2 a marqué la journée la plus dense sur le Xbox Live, avec plus de deux millions d'utilisateurs actifs simultanément.
Le 5 février 2010, Marc Whitten a annoncé que le Xbox Live avait atteint 23 millions de membres.
3 ans plus tard, Yusuf Cactus, vice-président d'Interactive Entertainment Business de Microsoft, a fait part que les membres Xbox LIVE sont maintenant au nombre de 46 millions.

### Arrêt du Xbox Live sur la premièreXbox
Le 5 février 2010, la firme de Redmond a déclaré son désir d'arrêter les serveurs de l'ensemble des jeux de la Xbox proposant une quelconque fonctionnalité au Live - soit 550 jeux environ. Cette décision fut argumentée et mûrement réfléchie selon Microsoft, car cette première version du Xbox Live - appelée 1.0 pour la différencier du même service sur Xbox 360 - empêcherait d'apporter de nouvelles fonctionnalités aux versions ultérieures, comme dépasser la limite des 100 personnes ajoutées à la liste d'amis. Le XBL 1.0 a fermé officiellement le 15 avril 2010 à minuit, privant de facto les 11 000 personnes l'utilisant encore.
Cependant le jour suivant, trente personnes étaient encore connectées au Xbox Live malgré sa fermeture, sur le jeu Halo 2, jeu le plus joué en ligne sur cette console. Tant que les utilisateurs sont en ligne avant l'arrêt définitif des serveurs, ces derniers ne peuvent être éteints du moment que ces joueurs demeurent intégrés à celui-ci.
Ainsi le 24 avril, Microsoft déclare que douze « résistants » jouent actuellement en ligne à ce jeu et, à la surprise générale, encourage cet acte et le qualifie d'héroïque. Toutefois les consoles doivent rester en fonctionnement jusqu'à une déconnexion involontaire de leur FAI, de leur propre chef ou de la surchauffe de leur appareil. Finalement, le joueur APACHE N4SIR quitta Halo 2 à 23h19 le 10 mai 2010, ce qui fait de lui le dernier véritable membre du premier Xbox Live et mit fin officieusement à ce service quelques minutes plus tard.

## Fonctionnalités

### SurXbox 360
Avec l'arrivée de la Xbox 360 (dont la majorité des jeux sont jouables en ligne), le LIVE se décline en 3 versions :
1. L'accès « Silver », gratuit et qui permet de télécharger des bonus, des démos. Il sert également de chat vocal ;
2. L'abonnement « Gold » permet en plus des fonctionnalités du « Silver », de jouer en ligne ;
3. L'abonnement « Gold Famille », déclinaison de l'abonnement Gold, qui permet, en plus des fonctions livrées dans la catégorie précédente, de gérer/contrôler les abonnements de la famille.

- Jeu en ligne avec les joueurs du monde ;
- Téléchargement de contenu supplémentaire gratuit et payant sur le marché Xbox ;
- Possibilité de se faire une liste d'amis ;
- Création de clans de joueurs ;
- Création de tournois ;
- Communication avec les autres joueurs en temps réel grâce au casque fourni à l'achat de la console ;
- Classement des meilleurs joueurs pour tous les jeux compatibles Xbox LIVE ;
- Création d'une Gamertag par pseudo (visible sur internet) : réputation, amis, scores, derniers jeux joués, image du joueur ;
- Le tableau de bord permet de voir la date de dernière connexion et la gamercard de ses amis ;
- Possibilité d'une liaison sans fil Wifi ;
- Possibilité de louer ou acheter des films via le marché vidéo Zune ou de la musique (nécessite un abonnement supplémentaire) et des clips via le marché musique Zune et remplacés depuis 2012 par Xbox Video (en) et Xbox Music;
- Fonctionnalité Twitter, Facebook et YouTube ;
- Les abonnés à CanalSat peuvent également regarder certaines chaines via la Xbox 360 ;
- Les abonnés à la TV d'Orange peuvent regarder certaines chaines via la Xbox 360 ;

### SurXbox Oneet Xbox Séries.
- Le Xbox Live donne aux abonnés Gold deux jeux gratuits par mois depuis le 1er juillet 2013, et au moins 4 (dont les 2 de Xbox 360 en rétrocompatibilité) depuis novembre 2015, y compris des jeux AAA comme Halo 3 et Assassin's Creed II. Fable III et le premier épisode de The Walking Dead ont été les premiers à être gratuit ;
- La liste d'amis est étendue jusqu’à 1000 amis et un système d'abonnement ;
- Groove Musique permet de lire des musiques en illimité gratuitement pour les abonnés Gold.
- Un système de groupes permet de rechercher et rejoindre des joueurs
- Depuis 2017, le Xbox Game Pass est disponible sur Xbox One. Pour 10 euros par mois, les abonnés ont accès à un catalogue de jeux en illimité, comprenant tous les nouveaux jeux de Microsoft Studios.
  - Depuis juin 2018, le Xbox Game Pass a été lancé sur PC Windows. En même temps, une offre Xbox Game Pass Ultimate est lancé cumulant pour 13 euros par mois le Xbox Live Gold, Xbox Game Pass pour console, Xbox Game Pass pour PC et des cadeaux exclusifs (contenu dans des jeux, abonnements Spotify Premium, Discord Nitro, Disney+)

En janvier 2021, Microsoft a annoncé une augmentation du prix du Xbox Live Gold accompagné d'un jeu offert supplémentaire par mois, ce qui a suscité une vague de colère des joueurs. Microsoft est revenu sur cette annonce, annonçant avoir "merdé", que le multijoueur en ligne des free-to-play devient gratuit sur Xbox et le prix du Gold n'augmente pas,,.
Depuis novembre 2021, en s'abonnant au Xbox Game Pass Ultimate, il est possible de jouer aux jeux Game Pass sans les télécharger, seulement en passant par le système de Cloud.
À partir du 14 septembre 2023, Microsoft annonce la fin sur service Xbox Live Gold qui sera remplacée par le Game Pass Core. Les membres seront automatiquement transférés vers la nouvelle offre de Microsoft.

### SurPCWindows
De 2006 à 2014, les comptes Xbox Live étaient également utilisables sur PC grâce à la plateforme Games for Windows LIVE.
Xbox Live est également présent sur certains jeux disponibles dans le Windows Store de l'interface ModernUI sous Windows 8 et Windows RT. Comme sur le Xbox Live Arcade, les jeux étaient limités à 200 points de succès ('G).
Depuis le 29 juillet 2015 et la sortie de Windows 10, Xbox Live est nativement présent sous Windows 10. L'interface reprend celle présente sur la console Xbox One, permettant de contrôler son fil d’actualité, sa liste d'amis, mais aussi de diffuser l'interface et les jeux sur son ordinateur. Les nouvelles exclusivités Xbox sortent sur le Microsoft Store et il y a du multiplateforme et multiprogression avec Xbox One (et Windows Phone).

### SurWindows Mobile
Xbox Live est présent pour certains jeux sur Windows Phone 7, Windows Phone 8, Windows Phone 8.1 et sous Windows 10 Mobile.
Comme pour sa version ordinateur, Windows 10 Mobile apporte les fonctionnalités et une interface similaire à la Xbox One. Cependant, peu de jeux Xbox Live sortiront dessus.
Le service Xbox Live pour Windows Phone a été arrêté le 16 mai 2022. Les jeux Windows 10 Mobile ne sont pas concernés.

## Services

### Gamertag
C'est le nom universel d'un profil de joueur sur le Xbox Live. Un Gamertag utilisé en ligne doit être unique et ne peut contenir jusqu'à 15 caractères, y compris les chiffres, les lettres et les espaces. Il peut être modifié avec un service haut de gamme sur la console Xbox 360 une première fois gratuitement ensuite pour un prix de 10 €.
L'état de compte d'un joueur peut être vérifié en utilisant une variété d'outils en ligne, ce qui est particulièrement utile lors de la recherche d'un nouveau Gamertag ou confirmant qu'un Gamertag existe. Avec l'utilisation d'un Gamertag valide, n'importe quel joueur peut être localisé et envoyé un message directement depuis le Live. Il existe également plusieurs sites Web qui permettent aux utilisateurs de télécharger des photos et des informations sur eux-mêmes.
Les Gamertags peuvent être utilisés dans une variété d'endroits tel que Games for Windows, Microsoft XNA ou encore Zune.

### Score de joueur
Le score de joueur (G) est un système de réalisations qui mesure le nombre de points de succès accumulés par un utilisateur avec son profil. Ces points sont attribués pour la réalisation de succès spécifiques au jeu, comme battre un boss ou réaliser un nombre minimum de victoires contre d'autres joueurs en ligne.
Le 25 mars 2008, Microsoft a réprimé les tricheurs de score de joueur (ceux qui ont utilisé des outils externes pour gonfler artificiellement leur score de joueur) et a réduit leurs points à zéro sans la possibilité de récupérer les scores qu'ils avaient « gagnés », et marque sur leur Gamertag qu'ils étaient des « tricheurs »[réf. souhaitée].
Le développement du système score de joueur a créé une nouvelle niche dans le réseau d'internet. De nombreux sites ont été créés pour fournir aux joueurs des trucs et astuces pour réaliser les succès. Certains sites sont uniquement consacrés à ces guides de réalisation, et certains blogs fournissent des guides de jeu en plus de leur autre contenu.

### Carte de joueur
Il s'agit de la "carte d'identité" du joueur regroupant ses statistiques, sa réputation et sa liste de jeux… Elles permettent de conserver et de partager ses informations, même si l'on décide de changer de pseudo (Gamertag). Mais pour en changer un, il faut payer 800 points Ms donc entre 9 et 10 €.

### TrueSkill
Le TrueSkill est un système de notation automatique des joueurs pour chacun des jeux qu'il possède lorsqu'il joue avec en ligne. Sont pris en compte (entre autres) le nombre de parties jouées, le temps joué, le nombre de frags, le ratio frags/tirs, le ratio manches gagnées/manches jouées, etc.
Le TrueSkill sert pour le matchmaking afin de faire s'affronter des joueurs de niveau sensiblement équivalent.

## Micro-casque
Le micro-casque filaire, (appelé Communicator sur la Xbox de première génération), permet la communication avec les autres joueurs qui sont dans la même partie. On peut donc établir des stratégies avec ses équipiers ou déstabiliser ses adversaires en les provoquant (Attention toutefois à ne pas violer les clauses d'utilisation, les insultes peuvent conduire à une suspension temporaire des capacités de communication voire à une suspension définitive du compte si les récidives sont trop fréquentes).
Sur la première Xbox, le casque permettait, si on le désirait, de déformer la voix, les possibilités étaient assez variées, cette fonctionnalité n'a pas été reconduite sur Xbox 360.
Il est aussi possible de désactiver le casque si, par exemple, on souhaite parler à quelqu'un qui se trouve à côté sans que cela s'entende dans la partie en ligne. Le casque se place sur la tête et on peut le placer du côté souhaité. Un cordon qui part du micro doit également se brancher dans la prise, prévue à cet effet sur la manette utilisée pour jouer.
(Le casque peut également être utilisé dans certains jeux comme Rainbow six 3 pour communiquer au sein d'une partie sans être en ligne. Dans le jeu cité, on peut par exemple donner des ordres aux coéquipiers virtuels gérés par la console, grâce à un système de reconnaissance vocale).

## Sécurité
Microsoft met en œuvre un certain nombre de mesures de sécurité sur son service Xbox Live. L'un d'eux prend la forme d'un contrôle de sécurité proactif qui assure que seules les machines non modifiées peuvent accéder à leur service. Le 17 mai 2007, la firme a banni les consoles avec un firmware modifié du Xbox Live. Selon Microsoft, les consoles avec un firmware d'origine inconnue ont été interdits de façon permanente sur le Xbox Live. Un représentant de la société a indiqué que des mesures sont prises pour assurer "l'intégrité du service et protéger nos partenaires et utilisateurs."

### Bannissement
Depuis fin 2004, Microsoft effectue régulièrement des bannissements, c'est-à-dire l'exclusion de certaines consoles Xbox du réseau Xbox Live. Les consoles visées par ces exclusions sont celles qui ont été modifiées physiquement ou dont le programme interne du lecteur a été modifié. Le but de ces modifications est de permettre l'exécution d'un jeu à partir d'un DVD autre que le support original, ce qui rend possible la contrefaçon des jeux.
Les premières vagues de bannissements ont reçu un fort écho de protestation sur Internet et dans la blogosphère, certaines personnes affirmant avoir modifié leur console uniquement pour pouvoir faire des copies de sauvegarde de leurs jeux et éviter l'usure du support original.
La question de la méthode utilisée par Microsoft pour détecter les consoles modifiées est toujours discutée sur le Web, Microsoft ne dévoilant pas, pour des raisons évidentes, les techniques de contrôle utilisées.
Au début de novembre 2009 Microsoft bannit environ 1 million de consoles avec un firmware modifié du Xbox Live.

## La fin des Microsoft Points
Lors de l'E3 2013, Microsoft annonce la fin des Microsoft Points, remplacés par la monnaie en vigueur dans chaque pays.